# Wilhelm Anton Lindemann
Wilhelm Anton Lindemann (døbt 26. juni 1739 i København – 24. september 1801 i Dansk Vestindien) var generalguvernør i Dansk Vestindien i to perioder.
Faderen, Ditlev Lindemann, døde 1753 som overinspektør hos grev Ferdinand Anton Danneskiold-Laurvig, moderen hed Anna Maria f. Vette. 1767 blev Lindemann ansat som auditør ved det oldenborgske Regiment. Med denne stilling forbandt han posten som sekretær ved Plejedirektionen i København. Da det vestindisk-guineiske Rente- og Generaltoldkammer få år efter ved indretningen af et nyt regeringskollegium i Vestindien, hvor sagerne ved forskellig korruption var kommet i forfald, søgte "en Mand, der foruden tilstrækkelig duelighed ogsaa besad Redelighed, Nidkjærhed og især Uegennyttighed", faldt dets valg på Lindemann, der 1773 udnævntes til regeringsråd. Og det blev ikke skuffet. I en lang række af år forestod Lindemann dette embede (fra 1787 som 1. regeringsråd) med ualmindelig nidkærhed, 3 gange konstitueredes han som guvernør, og 1799 udnævntes han efter Thomas de Mallevilles død til generalguvernør, efter at Kammeret i sin forestilling navnlig havde fremhævet, at han var en for sin retskaffenhed udmærket agtet mand, hvad især måtte hædres i kolonierne, hvor tænkemåden var fordærvet og bestikkelser almindelige. I hans korte guvernementstid besatte englænderne øerne (31. marts 1801). Sorg herover og anstrengende omhu for indbyggernes og fædrelandets interesser under disse forhold bidrog deres til at fremskynde hans død, der indtraf 24. september 1801.
Lindemann var 1776 blevet justitsråd, 1781 etatsråd og 1796 generalkrigskommissær. Som generalguvernør tillagdes der ham rang med generalmajorer. Han havde 13. maj 1772 ægtet en søster til den senere deputerede i Toldkammeret, konferensråd Frederik Carl Trant, Anna Margrethe Trant, som overlevede ham.

## Eksterne links
- Dansk biografisk Lexikon om Wilhelm Anton Lindemann